# Distretto di al-Shirqat
Il distretto di al-Shirqat (in arabo الشرقاط‎?, al-Shirqāṭ) è un distretto del Governatorato di Salah al-Din, in Iraq, ampio 24.751 km2.
La capitale distrettuale al-Shirqāṭ ha dato il nome al Distretto. Altri insediamenti sono Khanugiya, Mukhayim, Ḥurriya al-Jadīda, al-Khadraniyya, Ayna, Ijamasa, e Jamaf. L'antico sito assiro di Assur si trova in questo Distretto.
Lingue parlate nel Distretto sono l'arabo e il curdo.
Attualmente il Distretto - che nel 2011 contava 1 408 200 abitanti - è sotto il controllo di Daesh. Il locale comandante militare, Abu Omar al-Shishani, è stato ucciso in combattimento ad al-Shirqāṭ nel luglio del 2016.
| Controllo di autorità | VIAF (EN) 308236698 |